# Michaił Kuzniecow (wioślarz)
Michaił Nikołajewicz Kuzniecow (ros. Михаил Николаевич Кузнецов, ur. 4 czerwca 1952 w Moskwie) – rosyjski wioślarz reprezentujący ZSRR, złoty medalista olimpijski i srebrny medalista mistrzostw świata.

## Kariera
Wystąpił na igrzyskach olimpijskich w Montrealu w 1976, gdzie osada ZSRR w składzie: Władimir Jeszynow, Nikołaj Iwanow, Michaił Kuzniecow, Aleksandr Klepikow, Aleksandr Łukjanow i Aleksandr Siema zdobyła złoty medal w czwórkach ze sternikiem. W finale o 2,48 sekundy wyprzedzili osadę NRD i o 6,74 sekundy osadę RFN. Był to jego jedyny start olimpijski.
Wywalczył również srebrny medal w ósemkach na mistrzostwach świata w Amsterdamie (1977).
Odznaczony Orderem „Znak Honoru” i tytułem Zasłużonego Mistrza Sportu ZSRR.